# 6. Cserkész Világdzsembori
A 6. Cserkész Világdzsembori egy 1947-ben, a franciaországi Moissonban (Párizs közelében) 38 ország 24 000 cserkészének (melyből 200 magyar) részvétele mellett megrendezett dzsembori volt.
Ez volt a háború után az első dzsembori, így mottója a "Béke dzsemborija"-volt.
Ez volt az első dzsembori Baden-Powell halála után.
A magyar csapat korlátozott létszámmal, állami támogatással még részt vehetett, de tagjai közé már politikai megbízottakat is helyeztek. Részt vett a találkozón a franciául jól beszélő Hankiss Elemér és Szépe György is. Mivel a magyar cserkészetet egy évvel később, 1948-ban felszámolták, így világtalálkozókon a magyarok hivatalosan nem vehettek részt a következő négy évtizedben. Ennek ellenére küldöttség, vagy más országok cserkészei között nyilvántartva később is volt rá példa, hogy eljutottak az emigrációban működő cserkészcsapatok tagjai egy-egy dzsemborira.